# 둔 카를라와

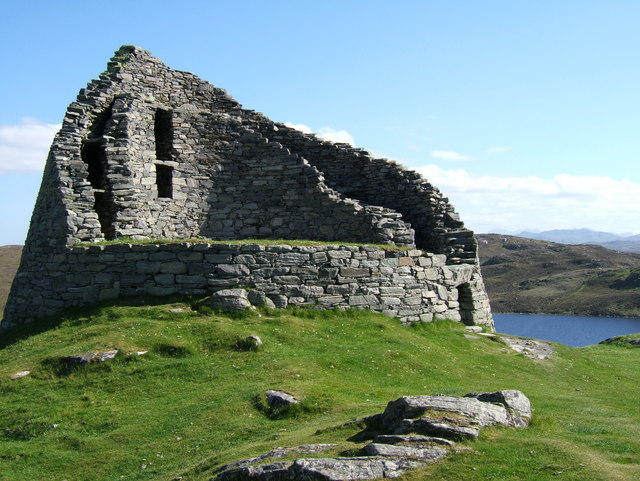
서쪽에서 바라본 둔 카를라와.

둔 카를라와(스코틀랜드 게일어: Dùn Chàrlabhaigh)는 스코틀랜드 아우터헤브리디스제도 루이스섬 서해안에 소재한 브라흐다. 가장 잘 보존된 브라흐 중 하나로, 동편 벽은 9미터나 남아 있다.